# Västra Götaland
Västra Götaland (Västra Götalands län) je kraj rozkládající se na západním pobřeží Švédska. Sousedí s kraji Värmland, Örebro, Östergötland, Jönköping a Halland. Na západě rovněž sousedí s norským krajem Østfold. Kraj Västra Götaland je druhým nejlidnatějším a pátým nejrozlehlejším švédským krajem. V kraji žije zhruba 1 500 000 obyvatel. Centrem kraje je Göteborg, který má 750 000 obyvatel. 
Kraj vznikl v roce 1998 sloučením krajů Älvsborg, Göteborg a Bohus a Skaraborg.

## Krajské symboly
Kraj obdržel znak při svém vzniku v roce 1998. Jedná se o kombinaci znaků Västergötlandu, Bohuslänu, Dalslandu a Göteborgu. Pokud je znak zobrazen s královskou korunou, reprezentuje krajskou správní radu. 